# Mati (Philippines)
Pour les articles homonymes, voir Mati.
Mati est une ville de 1re classe, capitale de la province du Davao oriental, aux Philippines.
La ville compte 126 143 habitants en 2010.

## Barangays

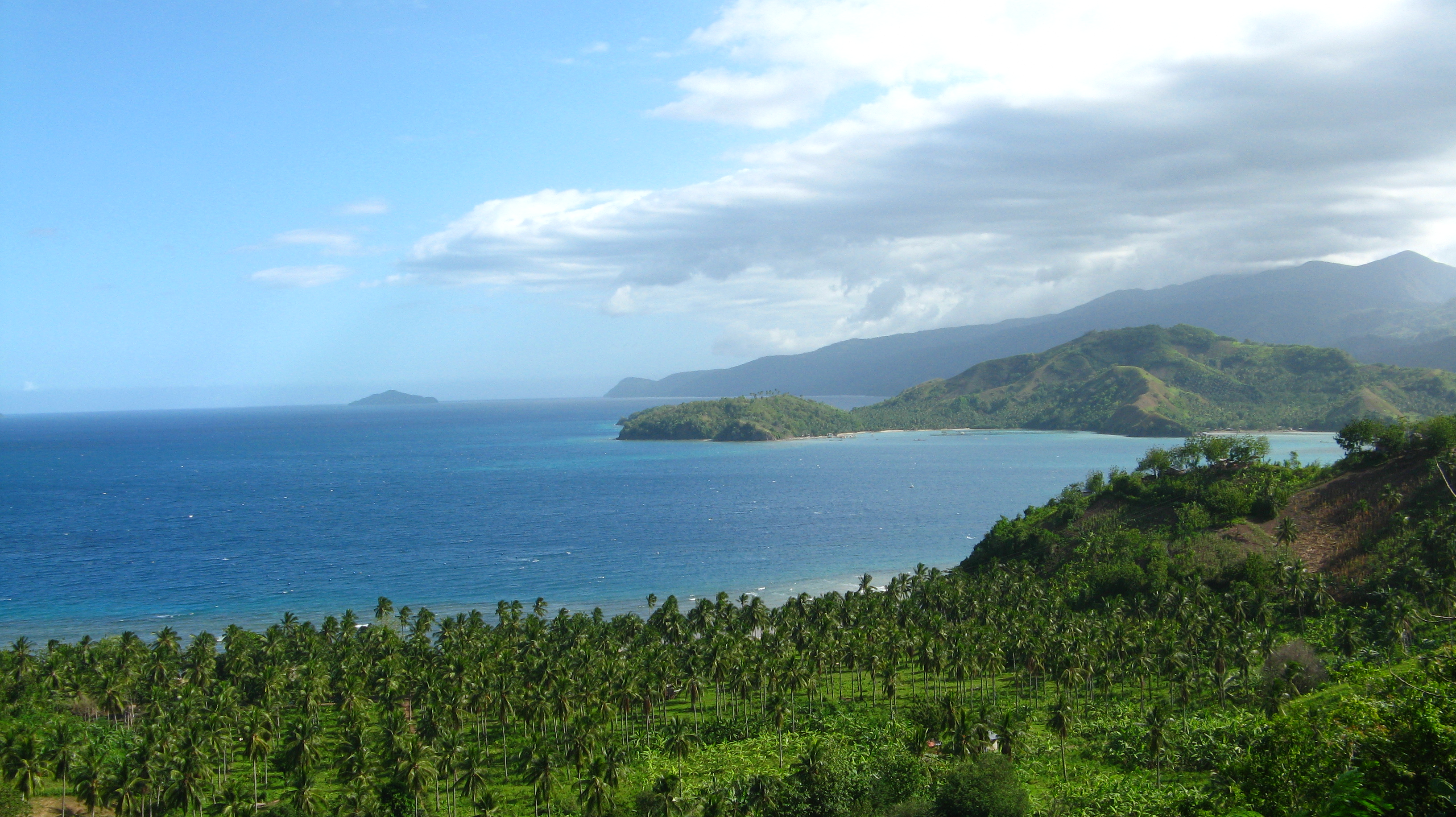
Baie de Pujada et le Dinosaure Endormi

Mati est divisée en 26 barangays :
- Badas
- Bobon
- Buso
- Cabuaya
- Central
- Culian
- Dahican
- Danao
- Dawan
- Don Enrique Lopez
- Don Martin Marundan
- Don Salvador Lopez, Sr.
- Langka
- Lawigan
- Libudon
- Luban
- Macambol
- Mamali
- Matiao
- Mayo
- Sainz
- Sanghay
- Tagabakid
- Tagbinonga
- Taguibo
- Tamisan

## Démographie
| Année | Habitants | Évolution |
| ----- | --------- | --------- |
| 1995  | 93 801    | -         |
| 2000  | 105 908   | 12,91 %   |
| 2007  | 122 046   | 15,24 %   |
| 2010  | 126 143   | 3,36 %    |

## Jumelage
- Makati (Philippines)
- Tagum (Philippines)